# Беляева, Ольга Евгеньевна
Ольга Евгеньевна Беляева (род. 1985, Волгодонск, Ростовская область) — российская ватерполистка, игрок «КИНЕФ-Сургутнефтегаз» и сборной России.

## Карьера
Родилась в г. Волгодонск (Ростовская область). Первый тренер — Н. В. Журавлева.
Выступает за «КИНЕФ-Сургутнефтегаз» (Кириши, Ленинградская область). Тринадцатикратная чемпионка России (2003—2015). Бронзовый призёр лиги чемпионов LEN.
Выступая за юниорскую сборную России, стала чемпионкой мира (2003), чемпионкой Европы (2004), вице-чемпионкой мира (2005).
В сборной команде России с 2005 года. Бронзовый призёр чемпионатов мира (2007, 2009, 2011). Чемпионка Европы (2006, 2008, 2010). Бронзовый призёр Кубка мира (2006). Победительница (2008), серебряный (2005) и бронзовый (2006) призёр Мировой лиги.
Участница Олимпийских игр (2008, 2012).
Выпускница Российского государственного университета физической культуры.
Награждена Почётной грамотой Президента Российской Федерации за высокие спортивные достижения на XXVII Всемирной летней универсиаде 2013 года в городе Казани, где сборная России завоевала золото.